# Kaftanzoglio-Stadion
Das Ethniko-Kaftanzoglio-Stadion (griechisch Εθνικό Καυτανζόγλιο Στάδιο,  Kaftanzoglio Nationalstadion) ist ein Fußballstadion in Thessaloniki, Griechenland. Es wurde mit Finanzierung der Kaftanzoglou-Stiftung gebaut und trägt den Namen des Stifters Lysimachos Kaftanzoglou.
Das 1960 errichtete Stadion war bis zum Bau des Athener Olympiastadions 1982 die größte Sportstätte des Landes. Der Zuschauerrekord wurde 1969 bei einem Fußballspiel der Nationalmannschaft Griechenlands gegen die Schweiz erreicht, bei dem 47.458 Zuschauer das Spiel sahen. 2000 wurden sämtliche Steh- in Sitzplätze umgewandelt, was eine Reduzierung der Kapazität auf 28.000 Plätze zur Folge hatte. Eine umfassende Renovierung des Stadions wegen der Nutzung für die Olympischen Sommerspiele 2004 wurde ab 2002 durchgeführt. Ein Teil der Fußballspiele wurde hier ausgetragen.
Das Kaftanzoglio-Stadion ist die wichtigste Sportstätte der Stadt. Die Mehrheit der Leichtathletik-Vereine der Stadt trainiert hier. Außer der Leichtathletikanlagen im Freien befinden sich unterhalb der Tribünen verschiedene Turnhallen und Trainingshallen. Hier finden die meisten athletischen Wettbewerbe statt, in verschiedenen Sportarten, wie z. B. Fechten, Boxen, Hallen-Leichtathletik, Gymnastik und andere. 
Die Fußballmannschaft des Vereins Iraklis Thessaloniki trägt hier ihre Heimspiele aus.